# Psammogobius knysnaensis
Psammogobius knysnaensis är en fiskart som beskrevs av Smith, 1935. Psammogobius knysnaensis ingår i släktet Psammogobius och familjen smörbultsfiskar. Inga underarter finns listade i Catalogue of Life.